# Simulium rasyani
Simulium rasyani är en tvåvingeart som beskrevs av Garms, Kerner och Meredith 1988. Simulium rasyani ingår i släktet Simulium och familjen knott. Inga underarter finns listade i Catalogue of Life.